# قرار مجلس الأمن التابع للأمم المتحدة رقم 1421
قرار مجلس الأمن التابع للأمم المتحدة رقم 1421، المتخذ بالإجماع في 3 تموز / يوليو 2002، بعد الإشارة إلى جميع القرارات السابقة بشأن الصراع في يوغوسلافيا السابقة، ولا سيما القرارات 1357 (2001) و1418 (2002) و1420 (2002)، بموجب الفصل السابع من ميثاق الأمم المتحدة مدد المجلس ولاية بعثة الأمم المتحدة في البوسنة والهرسك وأذن باستمرار قوة تحقيق الاستقرار حتى 15 يوليو 2002.
كما هو الحال مع القرار 1420 (2002)، أعربت الولايات المتحدة عن قلقها إزاء «المحاكمات المسيسة» لقوات حفظ السلام التابعة لها أمام المحكمة الجنائية الدولية، التي لم تقبل الدولة اختصاصها ودخل القانون الأساسي حيز التنفيذ في 1 يوليو 2002. أتاح تمديد ولاية بعثة الأمم المتحدة في البوسنة والهرسك مزيدًا من الوقت لإجراء المشاورات بشأن حصانة موظفي الأمم المتحدة من مواطني البلدان التي لم تعترف بالمحكمة الجنائية الدولية.

## روابط خارجية
- نص القرار في undocs.org